# غروديتس
غروديتس (بالألمانية: Gröditz) هي بلدة ألمانية تقع في ألمانيا في ساكسونيا.[بحاجة لمصدر] يقدر عدد سكانها بـ 7,944 نسمة .

## المدن التوأمة
مدن Jarny و Linkenheim-Hochstetten هي مدن توأمة لـغروديتس.

## أعلام
- كلاوس زامر